# Bureau international pour le parti révolutionnaire
Le Bureau international pour le parti révolutionnaire (BIPR) était une internationale fondée en 1984 par le Parti communiste internationaliste d'Onorato Damen en Italie (groupe connu sous le nom de son journal Battaglia comunista) et la Communist Workers Organisation (CWO) en Grande-Bretagne. Le BIPR se référait au marxisme dans la tradition de la gauche communiste italienne et éditait un bulletin en français : Bilan et perspectives. Le BIPR est devenu la Tendance communiste internationaliste en 2009.